# Louis Dunn
Louis Gerhardus Dunn (1908 — 1979) foi um engenheiro mecânico estadunidense nascido na África do Sul.
Sua contribuição foi fundamental para o desenvolvimento dos primeiros mísseis e veículos de lançamento dos Estados Unidos.